# György Sándor
György Sándor (Budapest, 21 settembre 1912 – New York, 9 dicembre 2005) è stato un pianista ungherese naturalizzato statunitense.

## Biografia
Sándor nacque a Budapest. Studiò presso l'Accademia musicale Franz Liszt di Budapest con i maestri Béla Bartók e Zoltán Kodály, e fece il suo debutto come esecutore nel 1930.
Diretto pupillo di Bartók, Sándor ful il primo esecutore ufficiale del Concerto per pianoforte ed orchestra n. 3, eseguito l'8 febbraio 1946 con la Philadelphia Orchestra, sotto la direzione di Eugene Ormandy a Filadelfia, Pennsylvania, USA. 
Il forte legame con Bartók e la sua musica si mantennero costanti per tutta la vita, attraverso un'amicizia duratura e la sistematica inclusione e divulgazione dell'opera bartokiana nell'ambito di concerti, recitals, masterclass tenute in tutto il mondo.
Sándor è stato uno fra le uniche dieci persone che partecipò direttamente ai funerali di Bartók, avvenuti nel 1945.
Si esibì come pianista in diversi concerti durante gli anni 30, debuttando alla Carnegie Hall nel 1939. In seguito egli divenne cittadino statunitense e prestò servizio nelle forze armate e nei reparti speciali. 
Dopo la guerra tornò sul palco dei concerti. Il suo repertorio era concentrato sulle opere ungheresi e russe. Ha inciso l'integrale delle opere pianistiche di Kodály, di Prokof'ev e di Bartók, per quest'ultima ha vinto il Grand Prix du Disque nel 1965.